# Vaught-Hemingway Stadium
Le Vaught-Hemingway Stadium est un stade de football américain situé sur le campus de l'Université du Mississippi à Oxford au Mississippi. C'est l'enceinte utilisée par les Ole Miss Rebels. Ce stade, qui offre une capacité de 64 038 places, est la propriété de l'Université du Mississippi.
En 2002, le stade a subi des travaux d'aménagement et de rénovation.